# Arzama gargantua
Arzama gargantua är en fjärilsart som beskrevs av Dyar 1914. Arzama gargantua ingår i släktet Arzama och familjen nattflyn. Inga underarter finns listade i Catalogue of Life.